# Mosquée Akhmad Kadyrov de Grozny
La mosquée Akhmad Kadyrov est l'un des principaux édifices islamiques de la ville de Grozny, la capitale de la république de Tchétchénie en Russie.  
S'étendant sur une superficie de plus de quatorze hectares, ce vaste complexe a été érigé à partir de 2006 sous la conduite d'une entreprise turque. C'est Akhmad Kadyrov, alors mufti de Tchétchénie, qui, en accord avec le maire de Konya, Halil Ürün, décide de la construction de cette mosquée au centre de la ville. 

## Histoire
Pensée par le père, réalisée par le fils, la mosquée Akhmad Kadyrov fut inaugurée solennellement le vendredi 17 octobre 2008, en présence du président Ramzan Kadyrov. 
Elle est dédiée à son père, l'ancien président Akhmad Kadyrov, assassiné en 2004. La veille, le sanctuaire fut également visité par le président russe Vladimir Poutine.

## Description

### Architecture
La mosquée proprement dite s'inspire de l'architecture traditionnelle ottomane et n'est pas sans fortement rappeler la Mosquée bleue d'Istanbul. La construction est entourée de quatre minarets élancés culminant à 62 mètres. Le complexe intègre également une madrasa, une bibliothèque islamique et un foyer pour étudiants regroupés autour d'un jardin.
La mosquée conserve une des reliques qui est le bol de Mahomet et qui a été transmis à la mosquée le 21 septembre 2011 par la Grande-Bretagne. 

### Capacité d'accueil
Surnommée « le cœur de la Tchétchénie » (en tchétchène : « Нохчийчоьнан дог », en russe : « Сердце Чечни »), elle peut contenir jusqu'à 10 000 fidèles et serait l'une des plus grandes mosquées d'Europe, après la mosquée de Makhatchkala au Daghestan.